# Kopalnia Węgla Kamiennego Siemianowice
Das Steinkohlenbergwerk Siemianowice (polnisch Kopalnia Węgla Kamiennego Siemianowice; deutsch Lauragrube und Richterschächte) ist ein stillgelegtes Steinkohlenbergwerk in Siemianowice Śląskie, Polen.

## Geschichte bis 1922

### Vorgängerbergwerke
Keimzelle des zeitweilig fünftgrößten Bergwerks Oberschlesiens war die Grube „Glück“ im Waldgebiet Pszczelnik nördlich von Siemianowice, die schon 1787 von Lazarus III. Henckel von Donnersmarck gemutet worden war. Anfänglich förderte die Grube direkt an der Erdoberfläche mit nur vier Beschäftigten ca. 2.000 t Kohle pro Jahr; zu Beginn des 19. Jahrhunderts ging man zum Stollenbergbau über. 1823 wurde das benachbarte Bergwerk „Eugenia“ ins Leben gerufen und 1830 mit „Glück“ zu „Eugeniensglück“ zusammengefasst. 1840, als man bereits zum Tiefbau übergegangen war, beschäftigte sie 105 Menschen und förderte jährlich 22.556 t Steinkohle. Parallel dazu existierte seit 1824 das Bergwerk „Carlshoffnung“. Beide Bergwerke fanden für ihre Kohle gute Abnehmer bei der 1836 in Betrieb genommenen Laurahütte sowie kleineren Zinkhütten in der unmittelbaren Nähe.

### Konsolidierungen
Am 27. Juli 1855 wurden die bis dahin eigenständigen Bergwerke „Eugeniensglück“ und „Carlshoffnung“ in Siemianowice zusammen mit den Feldern „Leocadia“ und „Guter Arthur“ zu dem Bergwerk „Vereinigte Siemianowitzer Kohlengruben“ konsolidiert. Besitzer war Karl Hugo Henckel von Donnersmarck. Zehn Jahre später (25. September 1865) kamen noch die Grubenfelder „Wandakomm“, „Anna Jung“, „Lazi“, „Reicher Seegen Gottes“, „Noch für Laura“, „Aemilius“ und „Baingow“, die alle zwischen 1857 und 1862 verliehen worden waren, hinzu. Damit betrug die gesamte Berechtsame 18,32 km².
Anfänglich hatte dieses Bergwerk sehr stark unter Grubenbrandproblemen zu leiden, die durch die Verbindung der oberflächennahen Flöze mit der Tagesoberfläche hervorgerufen wurden. Erst durch den Übergang zum Tiefbau konnte dieses Problem nachhaltig behoben werden. So wurde in den Jahren 1862–1868 der Schacht Knoff abgeteuft und 1870–72 kamen die Schächte Ficinus und Aschenborn hinzu. Parallel dazu wurde 1871 die erste Sortieranlage errichtet.
Zur Gewinnung gelangten die Flöze Fanny/Einsiedel (6,00 m Mächtigkeit), Glück/Schuckmann (1,90 m), Caroline/Heitnitz-Reden-Pochhammer (6,00 m) der Sattelflözgruppe sowie die Flöze IV (1,60 m) und V (1,50 m) der Befriedigungsgruppe. Ein Kohlenabbau in den anderen, westlich gelegenen Feldern von Siemianowice erfolgte zunächst nicht.

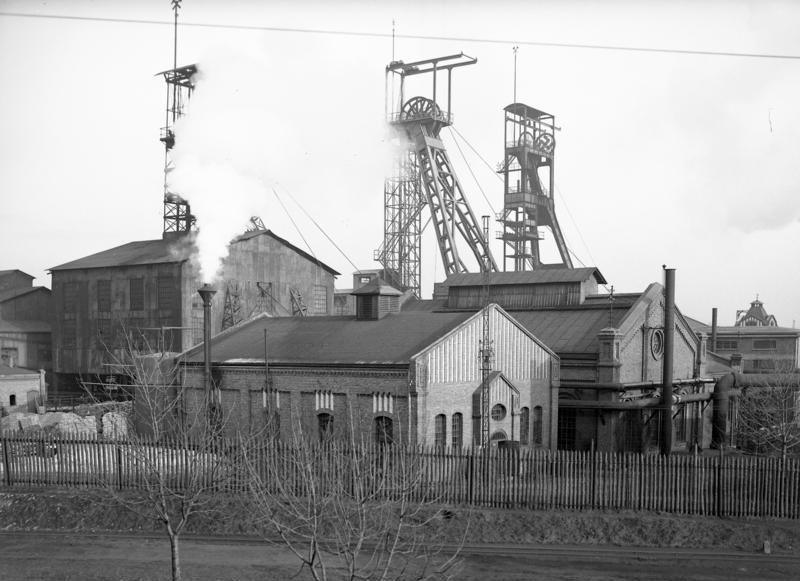
Photo der Richterschächte von 1939 (Quelle: Deutsches Bundesarchiv)

Aus dem sehr großen Grubenfeld, das sehr verwinkelt geschnitten und durch das Bergwerk Chassée-Fanny von Südwest nach Nordost fast durchschnitten war, wurde 1871 das 4,49 km² umfassende Bergwerk Lauragrube, auch Steinkohlengrube Laurahütte oder Laurahüttengrube genannt, abgetrennt und in das Eigentum der „Vereinigten Königs- und Laurahütte Aktiengesellschaft für Bergbau und Hüttenbetrieb“ übertragen, die damals Teil des Donnersmarckschen Industriebesitzes war. 1881 kamen auch die weiteren Felder der Vereinigten Siemianowitzer Kohlengruben an Königslaura. Deren Leiter, Karl Richter, ließ nordwestlich des Ficiniusschachtes eine neue Anlage errichten und damit auch bisher unverritzte Feldteile unter Verhieb nehmen. Ihre Schächte trugen die Bezeichnungen Richter I bis III.

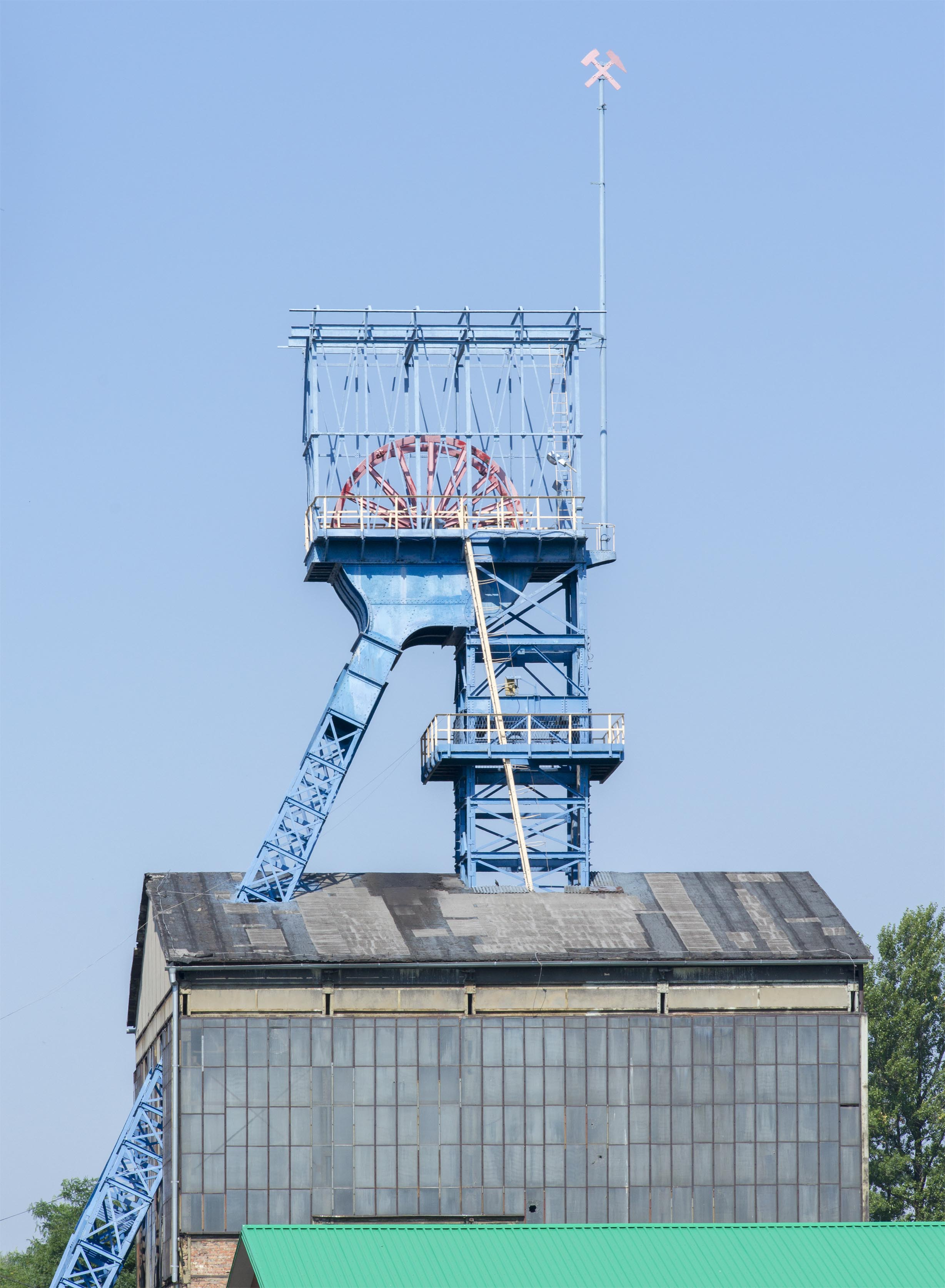
Siemianowice Schacht Stodkowy (?)

In den 1880er Jahren wurden Dampfloks für den unterirdischen Transport verwendet, und ab 1886 wurde Hochofenschlacke zur Verfüllung der Hohlräume genutzt. Zu Beginn des 20. Jahrhunderts verwendete man beim Abbau unter Wohngebieten Spülversatz.
Obwohl seit 1881 die Lauragrube als auch die Richterschächte wieder demselben Besitzer gehörten, wurden sie weiterhin eigenständig betrieben und verwaltet. Deshalb stellte sich im Jahr 1912 die Situation folgendermaßen dar:

### Richterschächte
Dieses von den Förderschächten Richter I bis III (I 273 m; II 217 m; III 220 m) erschlossene Feld hatte eine Größe von 9,35 km² und umfasste den nordwestlichen Bereich der Siemianowitzer Steinkohlengruben. Im Sommer 1879 wurde mit dem Bau der neuen Schachtanlage im Feld „Guter Arthur“, das heißt im Bereich der Lauragrube, begonnen. Die Förderung erfolgte von der 150-m- und der 206-m-Sohle. Der Abbau im Nordwesten und Nordosten erfolgte über Querschläge von den Richterschächten aus. Weitere Schächte waren der Parkschacht mit 206 m (einziehender Wetterschacht; Füllschacht), Bittkow mit 206 m (einziehend; Hinterfüllung) sowie Teich mit 188 m (ausziehender Wetterschacht). Die Richterschächte hoben 1912 1,09 Mio. t Steinkohle zu Tage.

### Lauragrube
Das Feld der Lauragrube wurde durch zwei Schachtanlagen erschlossen, die Ficinius- und die Knoffschächte.

#### Ficiniusschächte
Diese im mittleren Bereich und westlich von Chassée-Fanny liegende Hauptschachtanlage der Lauragrube umfasste die Förderschächte Ficinius (140 m Teufe) und Ascheborn (309 m, auch S) im Feld „Chassée“. Daneben verfügte dieser Bereich über die Schächte Hütte (108 m), Wanda (71 m), Bienhof (96 m bis Carolineflöz), Saara (130 m; einziehender Wetterschacht), Ernst (92 m; ausziehender Wetterschacht) und Theresa (248 m; ausziehend). 1912 betrug die Jahresfördermenge hier 639.129 Tonnen.

#### Knoffschächte
Im östlichen Teil der Lauragrube befanden sich die beiden Förderschächte Knoff I (228 m Teufe) und II (182 m) in den Feldern „Leocadia“ und „Carlshoffnung“. Lediglich Knoff II besaß einen direkten Bahnanschluss. Gefördert wurde von der 1. Sohle (92 m), der 2. Sohle (182 m) und der 3. Sohle (222 m). Daneben gab es noch den Feldschacht (43 m; einziehender Wetterschacht), die Anlage Milowitz I (72 m; ausziehend) und II (78 m; einziehend) und den Schacht Hoffnung (144 m; ausziehend). Diese Anlage verfügte – im Gegensatz zu der Anlage Ficinius – über keine Wäsche und förderte im Jahr 1912 226.316 t Kohle.
Damit war das Gesamtbergwerk mit einer Gesamtförderung von 2.030.716 t nach König, Königin Luise, Paulus-Hohenzollern und Giesche das fünftgrößte Bergwerk Oberschlesiens.

## Geschichte ab 1922
Die 1920er und 1930er Jahre brachten zahlreiche Veränderungen mit sich. Die Lauragrube und die Richterschächte wurden nach der Teilung Oberschlesiens ab 1925/26 von der Górnośląskie Zjednoczone Huty Królewska i Laura S.A. als Aktiengesellschaft nach polnischem Recht weitergeführt und 1928 wieder fusioniert. Infolge der Weltwirtschaftskrise sank die Gesamtförderung auf 1,64 Mio. t und 1933 entschloss man sich, die Lauragrube stillzulegen und absaufen zu lassen. 1936 erhielten die Bergwerke den Namen Siemianowice. Ein Jahr später, 1937, wurde das Bergwerk der IG Kattowitz – einem Zusammenschluss aus der Kattowitzer AG für Bergbau und Eisenhüttenbetrieb und der Vereinigten Königs- und Laurahütte – zugeschlagen, an der Friedrich Flick ein großes Aktienpaket hielt.
Während der Besetzung Polens durch Nazideutschland wurden die erneut getrennt arbeitenden Bergwerke durch die Reichswerke Hermann Göring ausgebeutet und hoben im Kriegsjahr 1943 mit 4.673 Personen insgesamt 1,83 Mio. t Steinkohlen zu Tage.

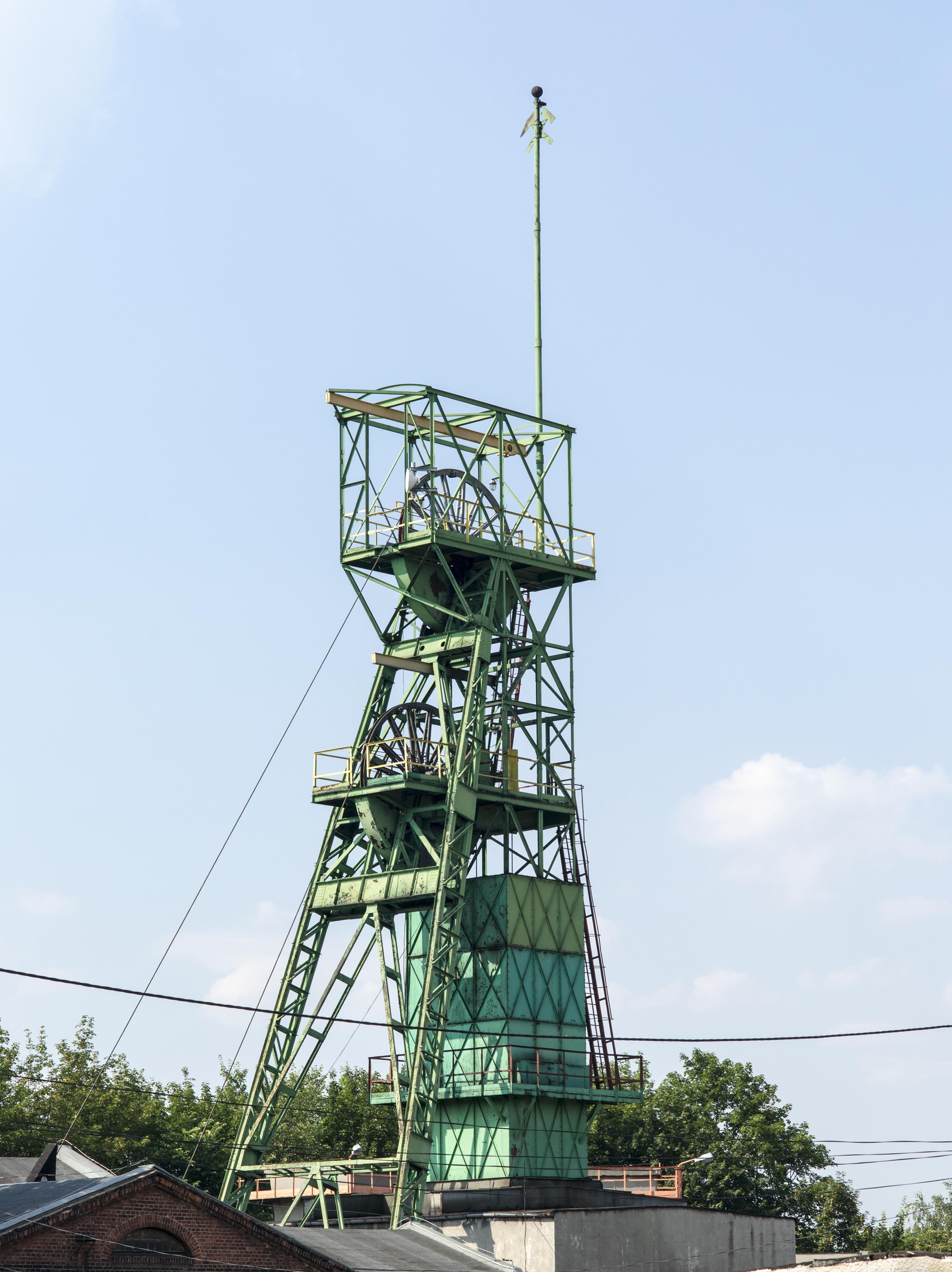
Wetterschacht Bańgów

Nach dem Zweiten Weltkrieg gehörte das Bergwerk zunächst zur Vereinigung der Kohlenindustrie von Chorzów und am 1. August 1975 erfolgte die Fusion mit dem benachbarten Bergwerk Michał. Unter diesem neuen Namen verfügte das Bergwerk noch über folgende Schächte auf dem Abbaugebiet von Siemianowice:
- Siemianowice I und II sowie Stodkowy (ehemalige Anlage „Richter“) (Lage)
- Staszic I/II (ehemalige Anlage Ascheborn und Ficinius) (Lage)
- Śmiłowskiego (ehemals Knoff II) (Lage)
- Wetterschacht Bańgów (Lage)

Nachdem auch das Bergwerk Michał in den 1990er Jahren stillgelegt wurde, haben sich nur noch das Gerüst über Siemianowice II sowie der Wetterschacht Bańgów erhalten.

## Förderzahlen
- 1873: 388.000 t
- 1913: 2,03 Mio. t
- 1938: 1,49 Mio. t
- 1970: 2,99 Mio. t
- 1979: 4,89 Mio. t